# Nederlands Fotomuseum

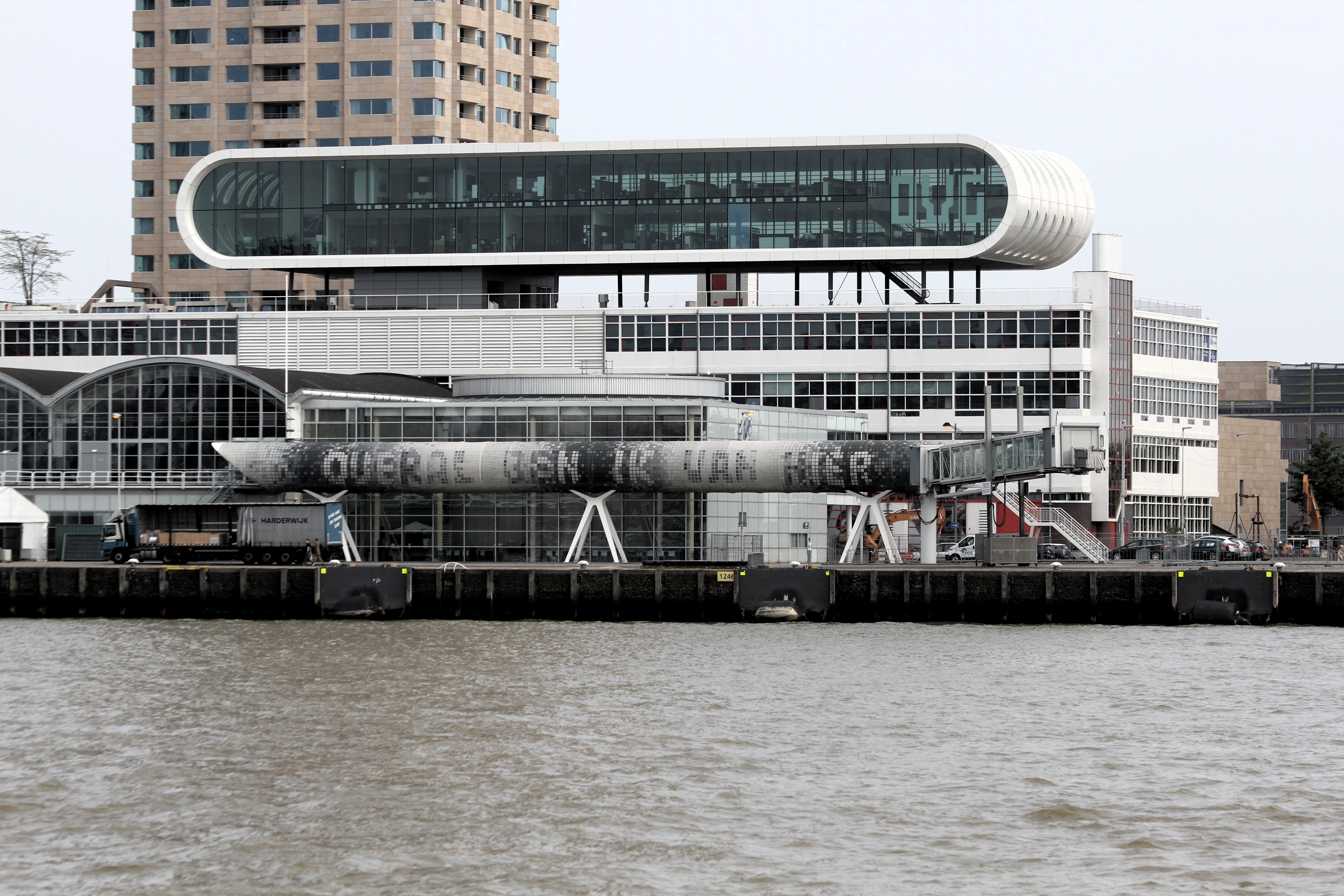
Nederlands Fotomuseum

Das Nederlands Fotomuseum, gegründet 2003, ist ein niederländisches Fotomuseum. Es befindet sich in Rotterdam.

## Entstehung, Ort, Konzept
Die Gründung des Nederlands Fotomuseums erfolgte mit Mitteln aus dem Nachlass des Amsterdamer Rechtsanwalts Hein Wertheimer (1913–1997), eines begeisterten Amateurfotografen, der dem Prins Bernhard Cultuurfonds 22 Millionen Gulden vermachte. Er verknüpfte die Stiftung mit dem Auftrag zur Errichtung eines Fotomuseums. Das Museum entstand aus dem Zusammenschluss des Niederländischen Fotoinstituts (NFI), des Niederländischen Fotoarchivs (nfa) und dem Nationalen Photorestaurierungs Atelier (NFrA). Das Niederländische Fotoinstitut NFI war eine Nachfolgeinstitution der Perspectief Foundation. Die ehemaligen Institute wurden vom Ministerium für Bildung, Kultur und Wissenschaft und der Stadt Rotterdam gefördert und befanden sich in der Witte de Withstraat 63 in Rotterdam. Das Museum öffnete 2003 seine Pforten.
Seit 19. April 2007 befindet sich die Einrichtung im sogenannten Las Palmas Bau an der Wilhelminakade in Rotterdam. Es handelt sich um das frühere Werkstattgebäude der Holland-America Line, errichtet in den Jahren von 1951 bis 1953 vom Rotterdamer Architektenbüro Van den Broek en Bakema (1910–1985). Der Bau liegt an den Metrolinien A, B und C, die Metrostation heißt Eendrachtsplein. 2001, als Rotterdam Kulturhauptstadt Europas war, wurde der Bau als Ausstellungsraum genutzt. Danach war es eine Partylocation, der Club Las Palmas. Ab 2005 erfolgte eine grundlegende Renovierung und Umnutzung unter der Leitung von Benthem Crouwel Architects. 2007 eröffnete Königin Beatrix den Bau, der nunmehr neben dem Fotomuseum auch eine Eventlocation (LP2), die SKVR Beeldfabriek (einen Raum für urbane Kultur) und das Fischrestaurant von Herman den Blijker beherbergt. Eigentümer der Immobilie ist die Union Investment Real Estate GmbH mit Sitz in Hamburg, eine Tochterfirma der Union Investment AG.
Das Museum verfügt seit dem Umzug von der Witte de Withstraat über das modernste Fotodepot der Niederlande und mehr als doppelt so viel Ausstellungsfläche.

## Sammlungen, Urheberrechtsverwaltung
In seinen klimatisierten Fotodepots verwaltet das Museum 166 Archive verstorbener und zeitgenössischer Fotografen der Niederlande. Die Sammlung wächst durch Schenkungen und Ankäufe stetig. Anfang der 2020er Jahre verfügte das Museum über mehr als 5,5 Millionen Negative, Dias und Abzüge. Die Sammlung deckt alle Formen der Fotografie ab – von Daguerreotypien, Glasnegativen, Alben und Stereoskopie bis zu Werbefotografie, Reportagen und Wissenschaftsfotografie. Das Haus verfügt über eine Fotobibliothek und eine Wissensplattform, auf welcher die digitalisierten Werke abgerufen werden können. Es bestehen zahlreiche Bildungsangebote, Kooperationen und aktive Webpräsenz.
Neben der Sammlung verwaltet das Nederlands Fotomuseum auch die Urheberrechte von rund zweihundert Fotografen.

## Galerie

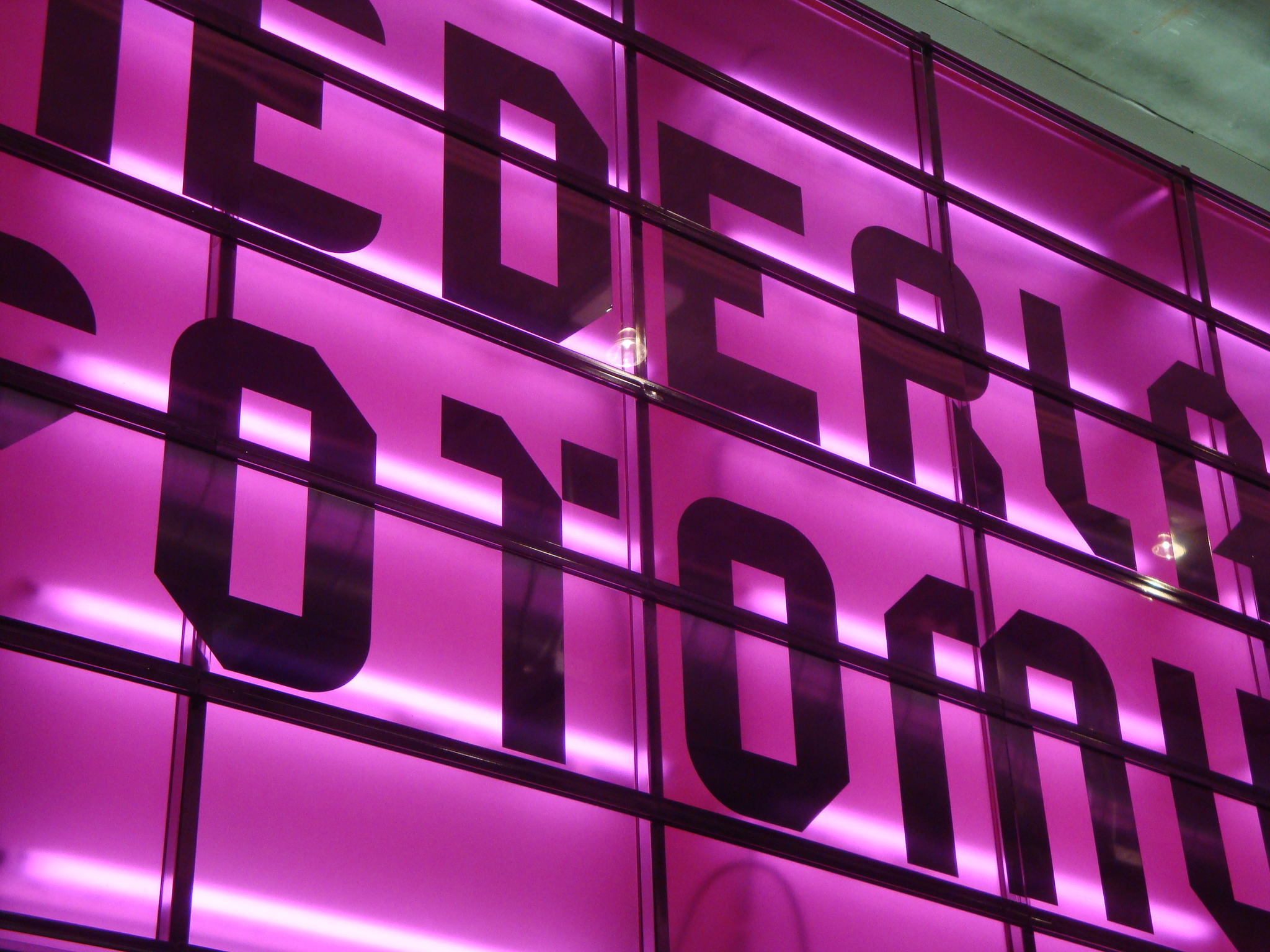
Entrée
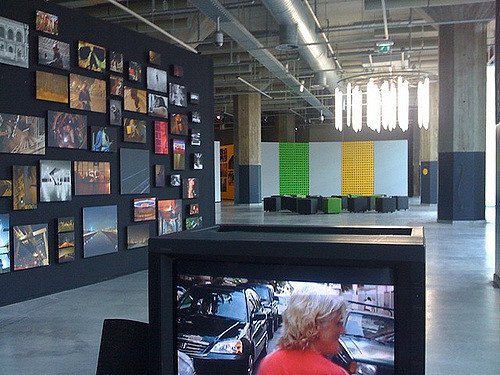
Interieur
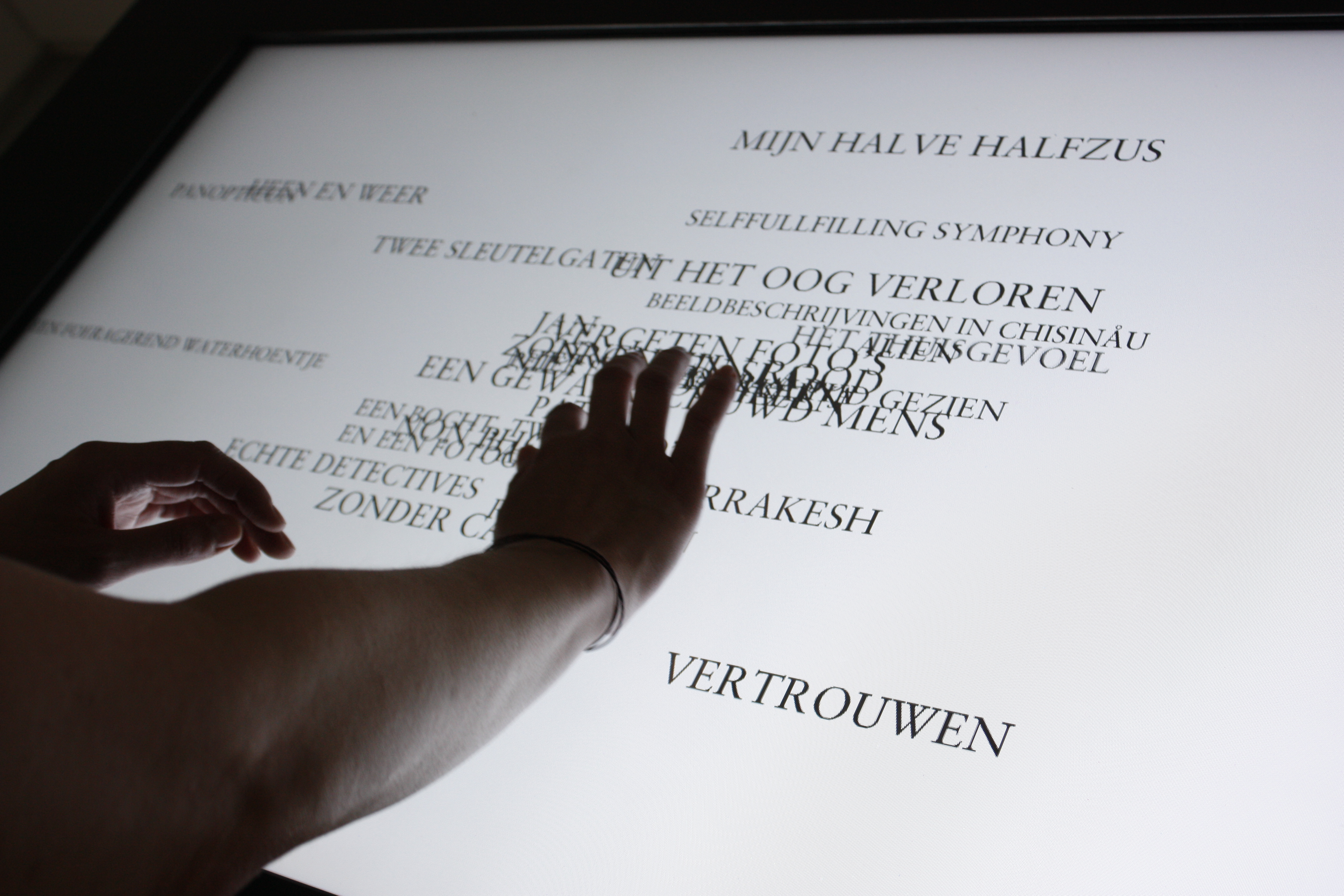
Suchfunktion
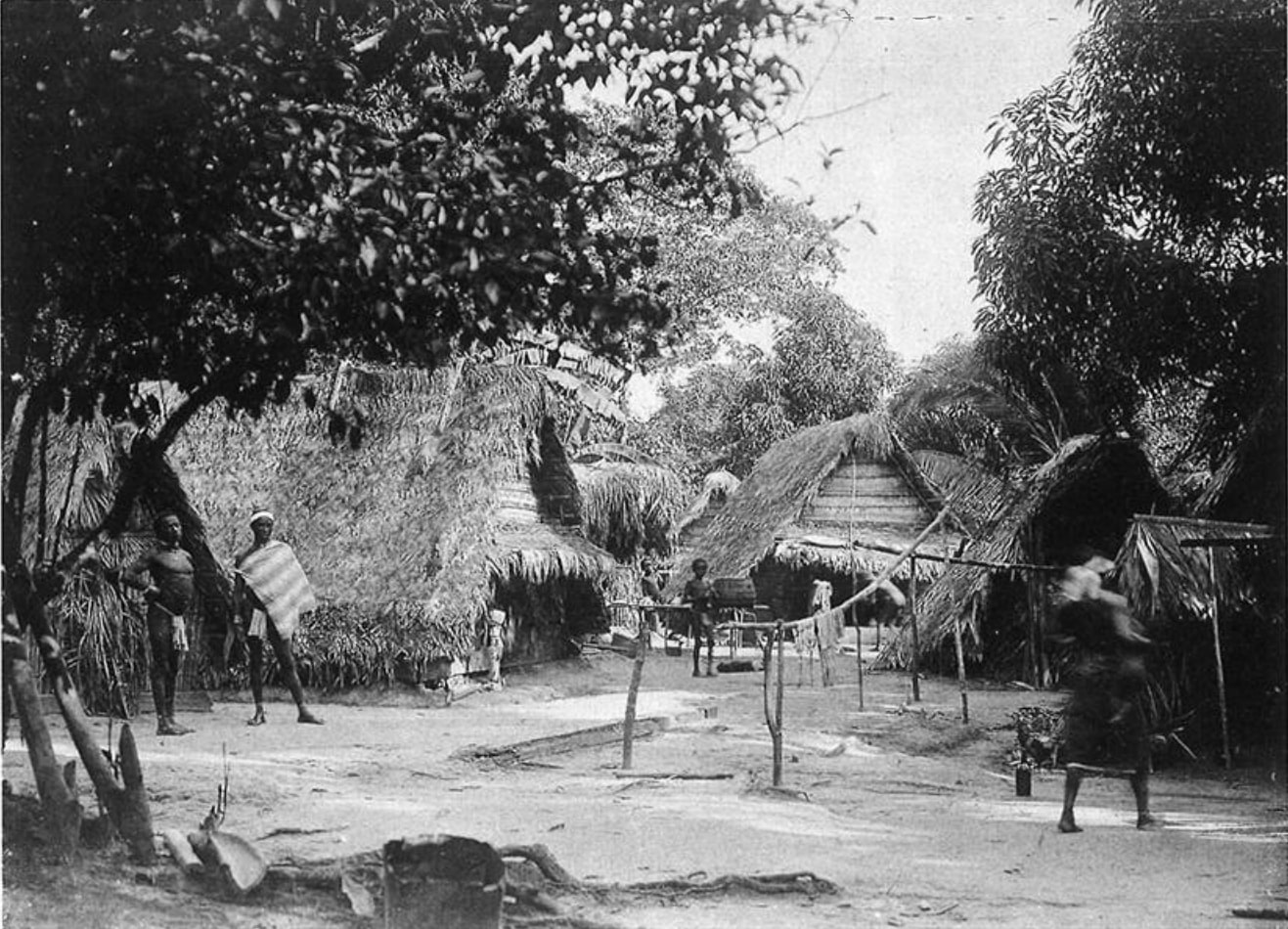
Ausstellungsstück